# Добрила Рилак
Добрила Лазаревић Рилак (Јовац, 22. фебруар 1924 — Београд, 15. мај 1994.) била је српска позоришна глумица, луткарка, уметница.
Школовала се у Београду, када се определила за глуму. Током рата је играла у Централи за хумор да би после наступала у Градском позоришту, Народном позоришту у Нишу, а од 1949. године у Државном позоришту лутака у Београду.